# باتريك مارشال
باتريك مارشال (1869 في المملكة المتحدة - 1 نوفمبر 1950) (بالإنجليزية: Patrick Marshall)‏ هو جيولوجي ولاعب كريكت نيوزلندي.